# Партана (Трапани)
Партана (итал. Partanna) је насеље у Италији у округу Трапани, региону Сицилија.
Према процени из 2011. у насељу је живело 10200 становника. Насеље се налази на надморској висини од 409 м.

## Становништво
Према резултатима пописа становништва 2011. у општини је живело 10.854 становника.
| 1931.  | 1936.  | 1951.  | 1961.  | 1971.  | 1981.  | 1991.  | 2001.  | 2011.  |
| ------ | ------ | ------ | ------ | ------ | ------ | ------ | ------ | ------ |
| 12.645 | 12.714 | 13.714 | 13.011 | 11.355 | 11.770 | 11.741 | 11.379 | 10.854 |